# Mustești
Mustești – wieś w Rumunii, w okręgu Arad, w gminie Gurahonț. W 2011 roku liczyła 44 mieszkańców. 